# Żłobek krasowy

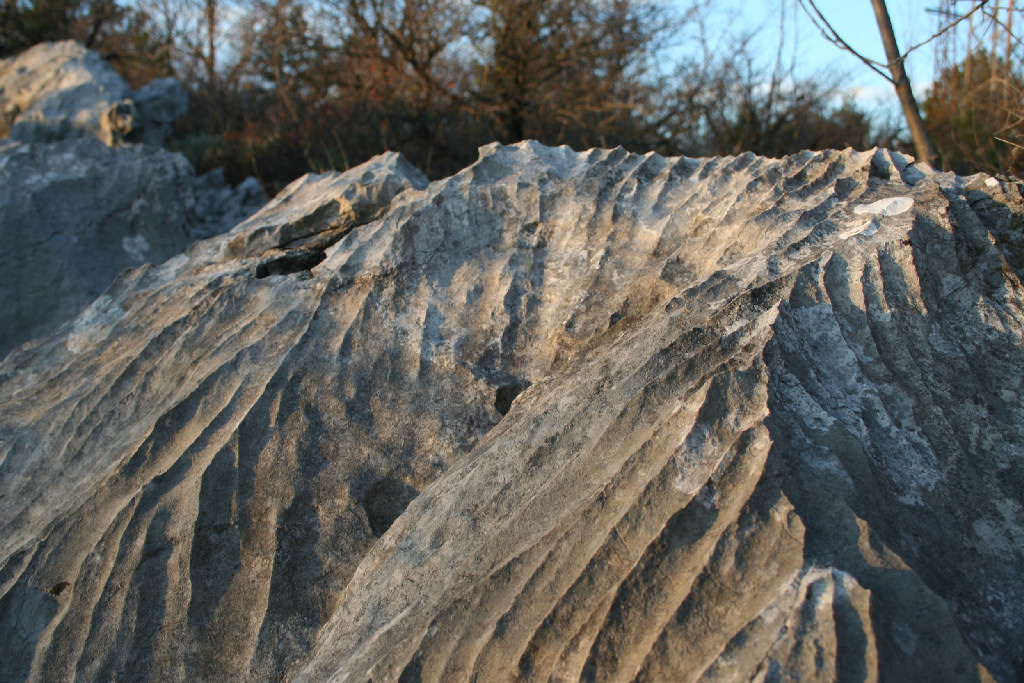
Żłobki i żebra krasowe

Żłobek krasowy – forma krasu powierzchniowego, rodzaj podłużnej bruzdy o głębokości do 2 m, szerokości do kilkudziesięciu centymetrów i długości do kilkunastu metrów. Żłobki krasowe powstają na pochyłych powierzchniach skał krasowiejących w wyniku rozpuszczającej działalności wód pochodzących z opadów lub topnienia śniegu, ułożone są zgodnie z kierunkiem spływu wody. Występują zazwyczaj seryjnie – sąsiednie żłobki odgradza żebro krasowe.
Żłobki krasowe powstają również w jaskiniach. Woda turbulentnie spływająca po ścianie, stropie lub spągu rzeźbi na nim podłużne żłobki. Pomiędzy sąsiednimi żłobkami krasowymi znajdują się żebra naciekowe. Obydwie te formy występują razem
Podobną formą do żeber i żłobków krasowych jest lapiaz.